# 에데르 알바레스 발란타
에데르 파비안 알바레스 발란타(스페인어: Éder Fabián Álvarez Balanta ˈeðeɾ ˈalβaɾes[*], 1993년 2월 28일, 보고타 ~)는 콜롬비아의 축구 선수로, 현재 분데스리가의 샬케 04에서 센터백으로 활약하고 있다. 그의 대체적으로 다재다능한 능력은 그를 남아메리카의 가장 각광받는 젊은 수비수들 중 한명으로 각광받게 했고, 유럽의 찬사도 들었다. 라몬 디아스 리버 플레이트 전 감독은 알바레스 발란타의 재능을 전설적인 다니엘 파사레야와 견주하기도 했다.
콜롬비아 국가대표로, 그는 2014년 3월 5일, 튀니지전에서 데뷔했고, 나중에 콜롬비아의 2014년 FIFA 월드컵 최종 엔트리에 발탁되었다.
발란타는 FIFA 공식 홈페이지에 "왼발 잡이의 강인하고 공중 경합에 강하며, 겁 없는 태클러 ... 능력과 민첩함을 지녔다."라고 묘사되었다.

## 클럽 경력

### 초기 경력
발란타는 콜롬비아 보고타 출신으로, 그는 현재 해체된 아카데미아 (현재 야네로스가 됨) 에 2010년 합류했다. 유소년 대회에서 다양한 트로피를 차지한 후, 그는 리버 플레이트 스카우트의 관심을 샀다. 아르헨티나 거함으로의 이적 전, 에데르는 잦은 부상으로 콜롬비아 청소년 국가대표팀에 차출된 적이 없다.

### 리버 플레이트
2011년 초, 발란타는 아르헨티나 클럽에서의 유소년 트라이얼을 거쳤고, 트라이얼을 통과한 그는 유소년 스쿼드 백업이 되었다. 2012년, 에데르는 선발로 출전하는 경우가 늘어났고, 같은 해에 2012년 U-20 코파 리베르타도레스 우승도 거두었다. 유소년 팀에서 거둔 성공과 인상적인 재능 덕에, 그는 2013년에 공식적으로 1군으로 승격되었다.
그의 1군 데뷔전 상대는 라싱 클루브였다. 3번째 리그 경기인 코도이 크루스전에서, 그는 첫 득점을 뽑아냈다. 발란타는 바로 다음 경기인 킬메스전에서 또다시 1골을 추가했다. 에데르는 리버 플레이트의 강력한 라이벌 보카 주니어스와의 첫 수페르클라시코 경기에 참가했다. 그는 상대 공격을 무효화 시키고 역습의 시발점이 되었고, 경기 결과는 1-1 무승부였다. 흥미롭게도 인테르나치오날레는 불과 5번의 리그 경기 출전에 그친 젊은 콜롬비아인에 대해 영입 의사를 드러냈다. 리버 플레이트는 그에게 €12M의 가격을 책정했다. 올 보이스와의 경기에서, 발란타는 안쪽 폐쇄신경계 근육 부상으로 2주간 경기에 출전하지 못했다.
2013년 7월, 발란타는 $30M 바이아웃 조항이 걸린 3년짜리 첫 성인팀 계약을 체결하였다.
발란타는 산 로렌소와의 코파 수다메리카나 2013 경기에서 MVP급 활약을 펼쳤다. 경기에서, 그는 '넘을 수 없었다'는 찬사를 받았다.
2013년 9월, 바르셀로나가 발란타를 영입하는데 관심을 표하는 것으로 밝혀졌고, 선수를 주시하고 발전 동향을 평가할 계획이라고 덧붙였다. 또한 에데르가 노쇠한 카를레스 푸욜의 후계자가 될 가능성이 있음을 지목했고, 리버 플레이트는 그를 영입하기 위해 €50M이 필요함을 선언했다. 비록 몇주 후, 리버 플레이트가 바이아웃 조항을 €15M으로 하향했음에도 불구하고도였다.
라누스전에서, 발란타는 막판 정규시간 2분을 남겨놓고 처음으로 레드카드를 받았다.

## 국가대표팀 경력
발란타는 2013년 5월, 리버 플레이트에서 활약할 때 콜롬비아 협회의 관심을 받았다. 그는 터키에서 열린 2013년 FIFA U-20 월드컵에 콜롬비아 U-20 국가대표팀 일원으로 차출되었다. 부상임과 동시에 첫 프로 계약을 맺지 않은 상태에, 리버 플레이트는 그가 성인 계약서에 서명하기 전에 유소년 계약에 부합하지 못한 경우 청소년 국가대표팀 일원으로 활약하지 못하게 할 것임을 선언했다. 2013년 6월, 리버 플레이트는 그가 U-20 월드컵에 참가를 허락하지 않을 것임을 발표했다.
2013년 11월 7일, 발란타는 벨기에, 네덜란드와의 친선전을 앞두고 처음으로 성인 국가대표팀에 차출되었다. 두번째로 성인 국가대표팀으로 차출되었을 때, 그는 튀니지전에 65분 교체 투입으로 국제경기 신고식을 치렀다.
2014년 6월 6일, 발란타는 호세 페케르만 감독에 의해 콜롬비아의 2014년 FIFA 월드컵 23인 최종 엔트리에 이름을 올렸다.

## 플레이스타일 및 찬사
"발란타는 €15M의 값어치를 가지고 있습니다; 그는 창창한 미래를 가진 위대한 선수입니다. 저는 발란타가 타타 마르티노가 선호할 유형인 것으로 보이며, 바르셀로나가 그에 관심을 표하는 것이 이상할 일이 아닐 것입니다. 그는 어느 팀에서 활약하든지 간에 우수한 활약을 펼칠 선수입니다. 발란타는 마스체라노도 피케 유형의 선수도 아닙니다; 그는 더 많은 존재감을 지닌 선수입니다. 그는 강인한 수비수로, 공을 잘 다루며, 전진하며 경기에 임할 수 있습니다."

알바레스 발란타는 아르헨티나에서 최고의 찬사를 받았다. 아르헨티나 축구 1부 리그에서의 데뷔 이후, 알바레스 발란타는 리그의 '최고 수비수'로 분류되었고, 데뷔 시즌 반년만에 이 수식어를 획득했다. 몇몇 콜롬비아 전설들과 견주어 볼때, 그는 호르헤 베르무데스의 유산으로 수식되었으며, 스피드와 민첩함은 이반 코르도바와 견주어졌고, 그와 동시에 힘과 균형을 이상적으로 조합하고 있다. 그에 따라, 그는 완전한 센터백으로 분류되고 있다. 왼발잡이인 알바레스 발란타는 반대발로도 큰 문제 없이 활약할 수 있다. 이러한 재능이 조합되어 라몬 디아스 전 리버 플레이트 감독이 알바레스 발란타의 재능을 전설적인 다니엘 파사레야와 견주게 했다.
급격한 인기와 찬사의 증가에 대해, 알바레스 발란타는 겸손한 반응을 보였다:
 "저는 모두가 생각하는 것처럼 재능있는 선수가 아닙니다; 저는 사람들이 저에 대해 기쁘며 제가 하는 것이 좋으며, 올바른 길을 걷고 있으며 노력의 값을 치른다는 것이 증명되는 것을 이해합니다. 그러나, 저는 그저 '평범할' 뿐이며 아직 '스타'가 아닙니다. 사람들은 저에 대해 '제가 바르셀로나로 가게 될 것'인지에 대해 질문을 받고 있으며, 이는 아직 젊고 배울 것이 많은 저를 불편하게 합니다. 그러나, 퍼지는 소문은 저를 자주 머리 터지게 합니다. 콜롬비아 국가대표가 되기 위해 리버 플레이트에서의 활약에 집중할 때 제 마음에 스트레스 쌓이게 합니다. 월드컵 기간 동안 콜롬비아 선수로 활약하는 것이 꿈이지만, 꾸준히 노력하지 않는다면 무산될 것입니다."
알바레스 발란타는 풋볼 매니저의 열성팬인데, 자신의 능력치가 높고 이적료가 낮으며, 원더보이로 수식되기 때문이다.

## 수상
리버 플레이트
- U-20 코파 리베르타도레스: 2012
- 코파 수다메리카나: 2014